# Sint-Amanduskerk (Denderhoutem)

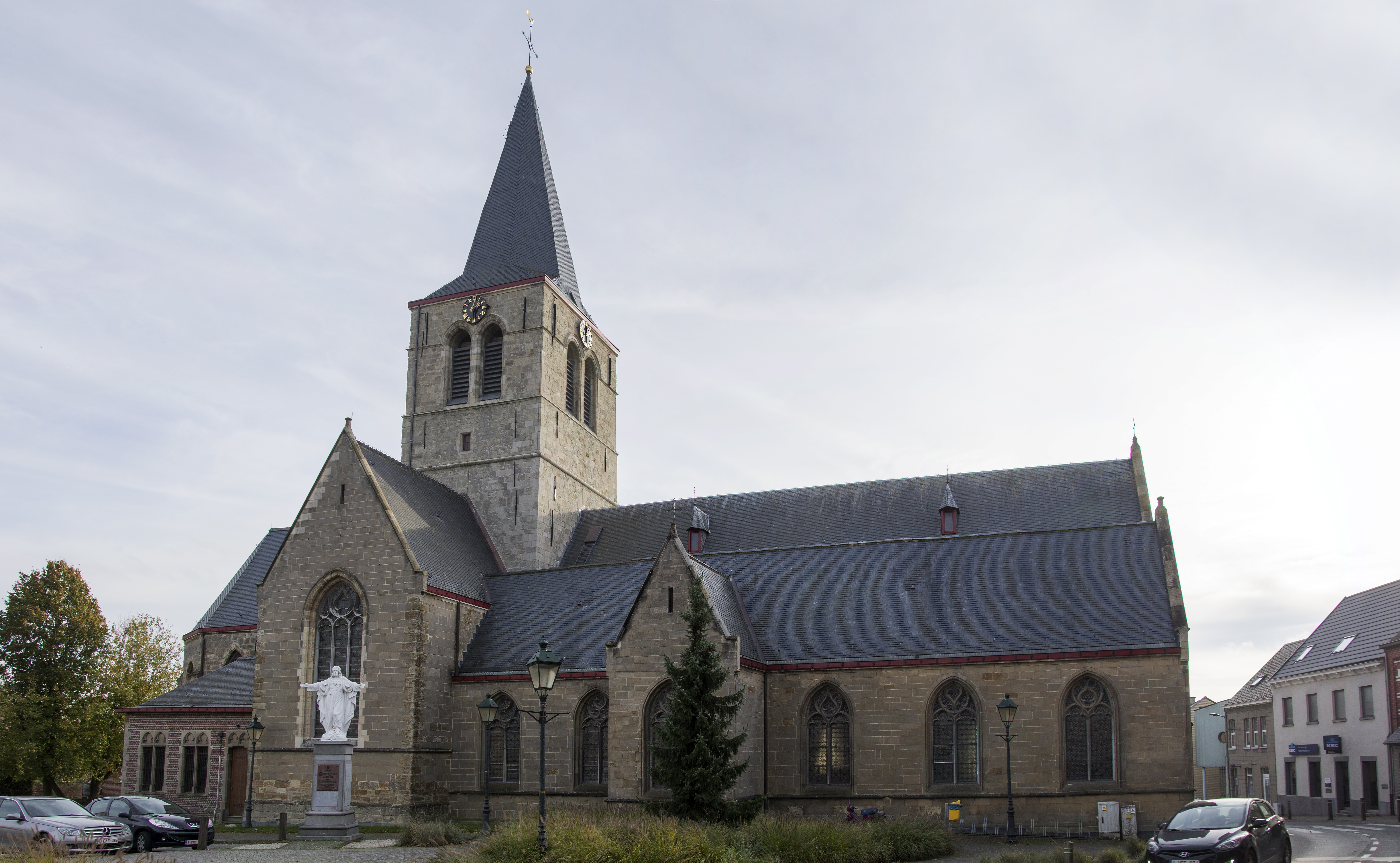
Sint-Amanduskerk

De Sint-Amanduskerk is de parochiekerk van de tot de Oost-Vlaamse gemeente Haaltert behorende plaats Denderhoutem, gelegen aan Dorp 104.
Het betreft een georiënteerd natuurstenen kerkgebouw waarvan het schip uit de 12e en 13e eeuw stamt en een overgang vormt van laatromaans naar vroeggotisch. In 1834 werd de kerk aan de westzijde met twee traveeën verlengd en in 1898 werden de zijbeuken verbreed naar ontwerp van Jules Goethals. Het 15e-eeuws gotisch koor is driezijdig afgesloten.
De vieringtoren, de zuidelijke transeptarm en het koor werden in lokale zandsteen opgetrokken. De 19e-eeuwse onderdelen werden opgetrokken in zandsteen die uit Frankrijk afkomstig was, namelijk Euvillesteen en steen uit Massangis.
Het kerkmeubilair is voornamelijk neogotisch.